# Myrmoteras iriodum
Myrmoteras iriodum es una especie de hormiga del género Myrmoteras, tribu, Myrmoteratini, orden Hymenoptera. Fue descrita por Moffett en 1985.

## Distribución
Se distribuye por Borneo, Indonesia y Malasia.

## Hábitat
Habita en bosques lluviosos de tierras bajas y la hojarasca. Se ha encontrado a elevaciones de 243 metros.